# Серебрянка (приток Хапиловки)
Серебря́нка (Серебро́вка, Изма́йловка, Ро́бка) — река в Восточном административном округе Москвы, левый исток Хапиловки. В прошлом считалась левым и самым крупным притоком Сосенки. По степени техногенной трансформации Серебрянка относится ко II классу — на поверхности находится около 50—90 % водотока, русло умеренно трансформировано.
Название с основой «серебро», «серебряный» обычно указывает на прозрачную, сверкающую и чистую воду. Гидроним Измайловка произошёл от одноимённого села. Наименование Робка, возможно, связано с марийским словом «ропке», что означает быстро, торопливо, таким образом Робка — быстрая речка.

## Описание
Длина реки составляет около 12,5 км, из которых 9 км находится на территории Москвы: 4,1 км в открытом течении в Измайловском парке, один километр в виде южного плёса Серебряно-Виноградного пруда, 3,9 км — в коллекторе. Площадь водосборного бассейна равна 30—35 км². Средний расход воды — 0,028 м³/с. По сообщению Юрия Андреевича Насимовича, Серебрянка имеет два истока, которые расположены у южной окраины посёлка Восточный. Они протекают на юго-юго-восток и сливаются у текстильного торгового центра «Яковлевский». Далее Серебрянка входит в город в Ивановском районе к югу от шоссе Энтузиастов. Водоток в коллекторе проходит вдоль шоссе и пересекает Большой Купавенский проезд. Река протекает на поверхности по территории Измайловского лесопарка с востока на северо-запад и втекает в Серебряно-Виноградный пруд. Далее водоток в коллекторе сливается с Сосенкой в районе 1-й Пугачёвской улицы и образует Хапиловку. На территории Измайловского парка река протекает через Нижний и Верхний Ивановские пруды-отстойники, огибает Лебедянский пруд, протекает по заболоченным территориям спущенных Просянского и Измайловского прудов.
В 1987 году долина реки была объявлена памятником природы. Она отличается практически ненарушенными природными комплексами, широкой луговой поймой, наличием черноольшаников, ивняков, березняков и охраняемых декоративных растений. Так на прибрежной территории сохранились телиптерис болотный, горец змеиный, купальница, калужница, пальчатокоренники мясо-красный и кровавый, ирис жёлтый, синюха голубая и другие. На берегах Серебрянки располагались сёла Ивановское, Измайлово и возле от устья — Черкизово.
Серебрянка — главная водная артерия парка Измайлово. За пределами МКАД притоками Серебрянки являются ручьи Редут и Максинский. На территории леса правыми притоками реки являются ручьи Липитинский и Косинский, левыми — Чёрный, Совиный, Пасечный и Красный ручьи. В бассейне Серебрянки расположены Терлецкие и Измайловские пруды.

## Галерея

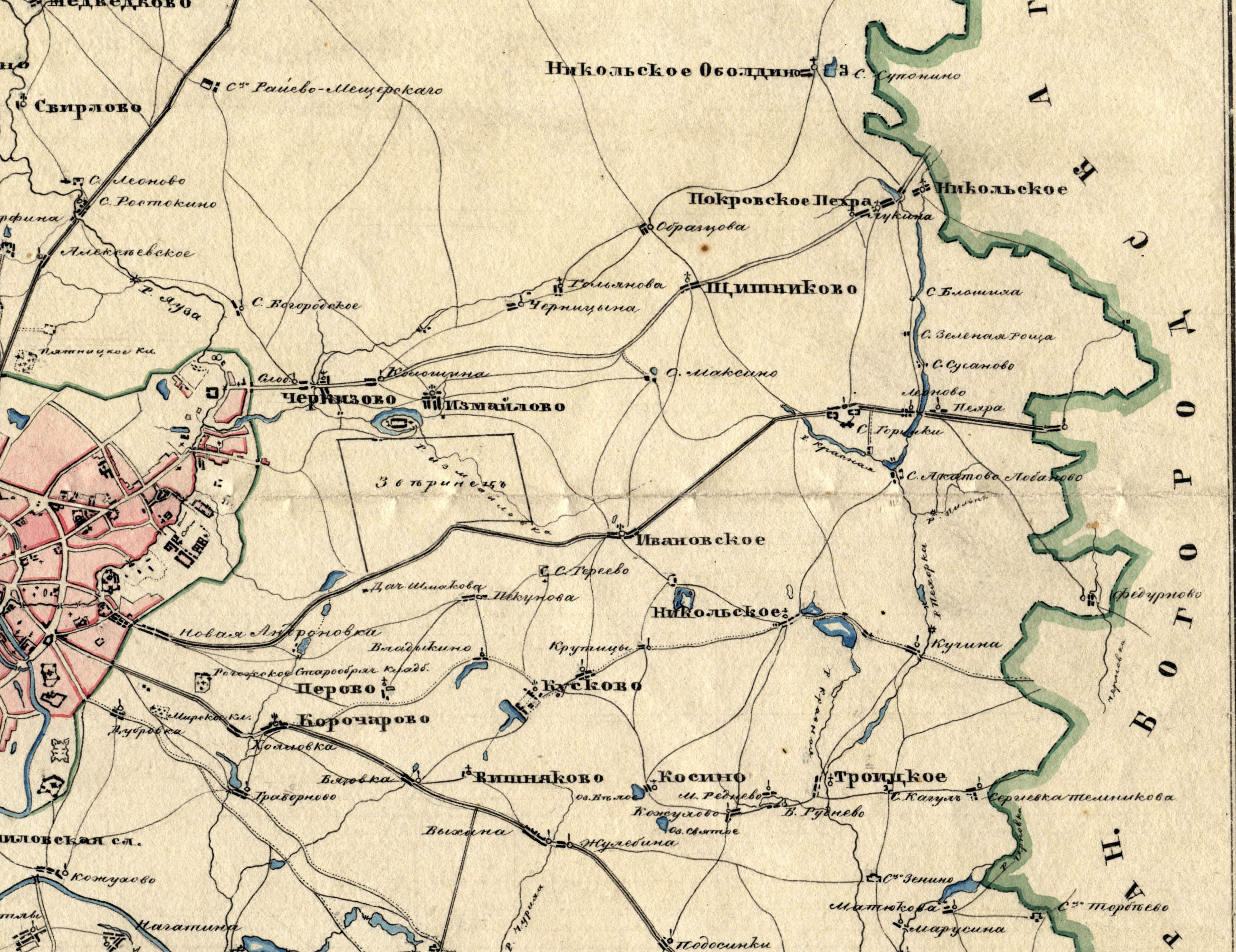
Карта 1849 года, на которой Серебрянка подписана как Измайловка
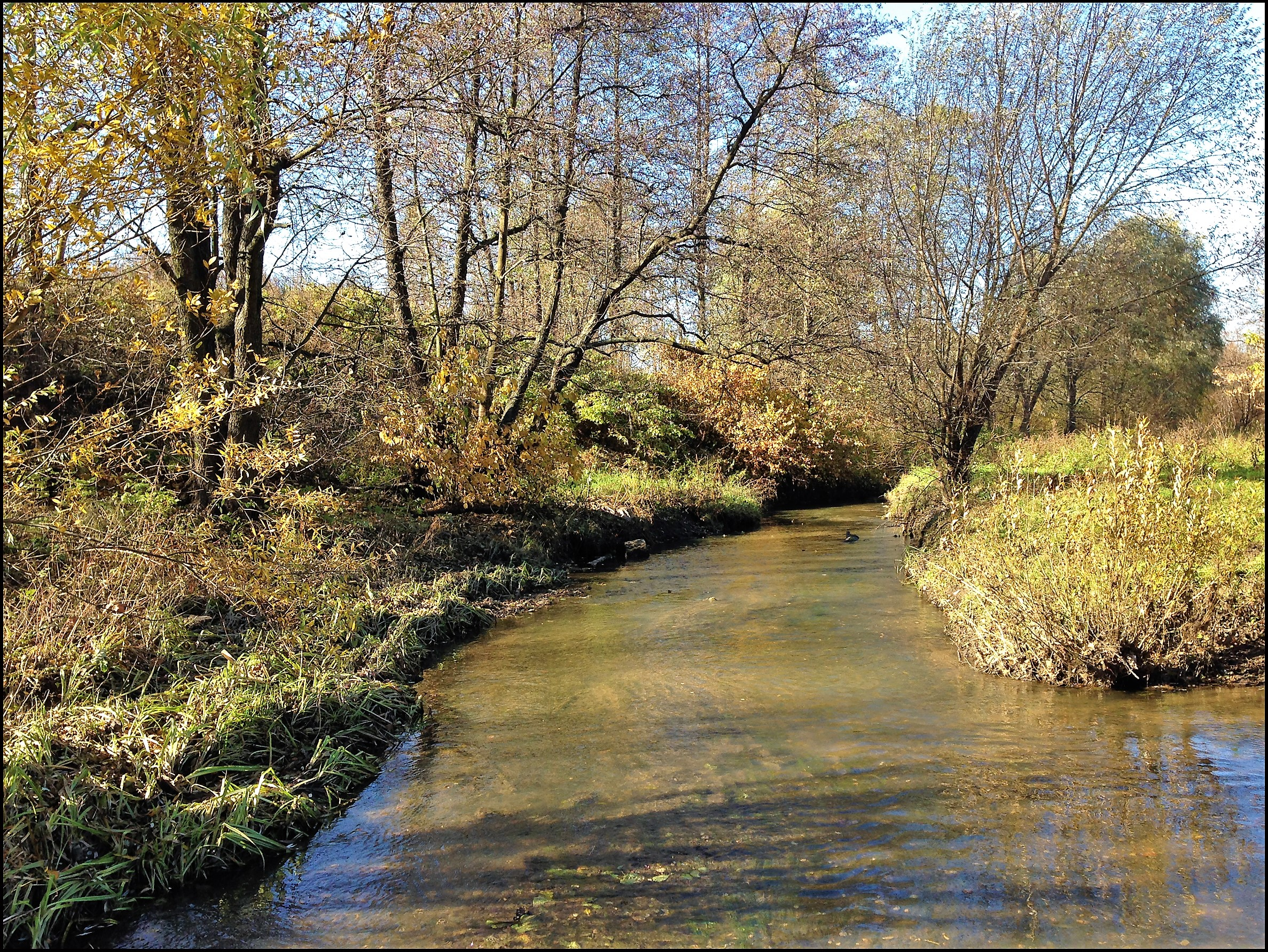
Серебрянка в парке Измайлово, 2013 год
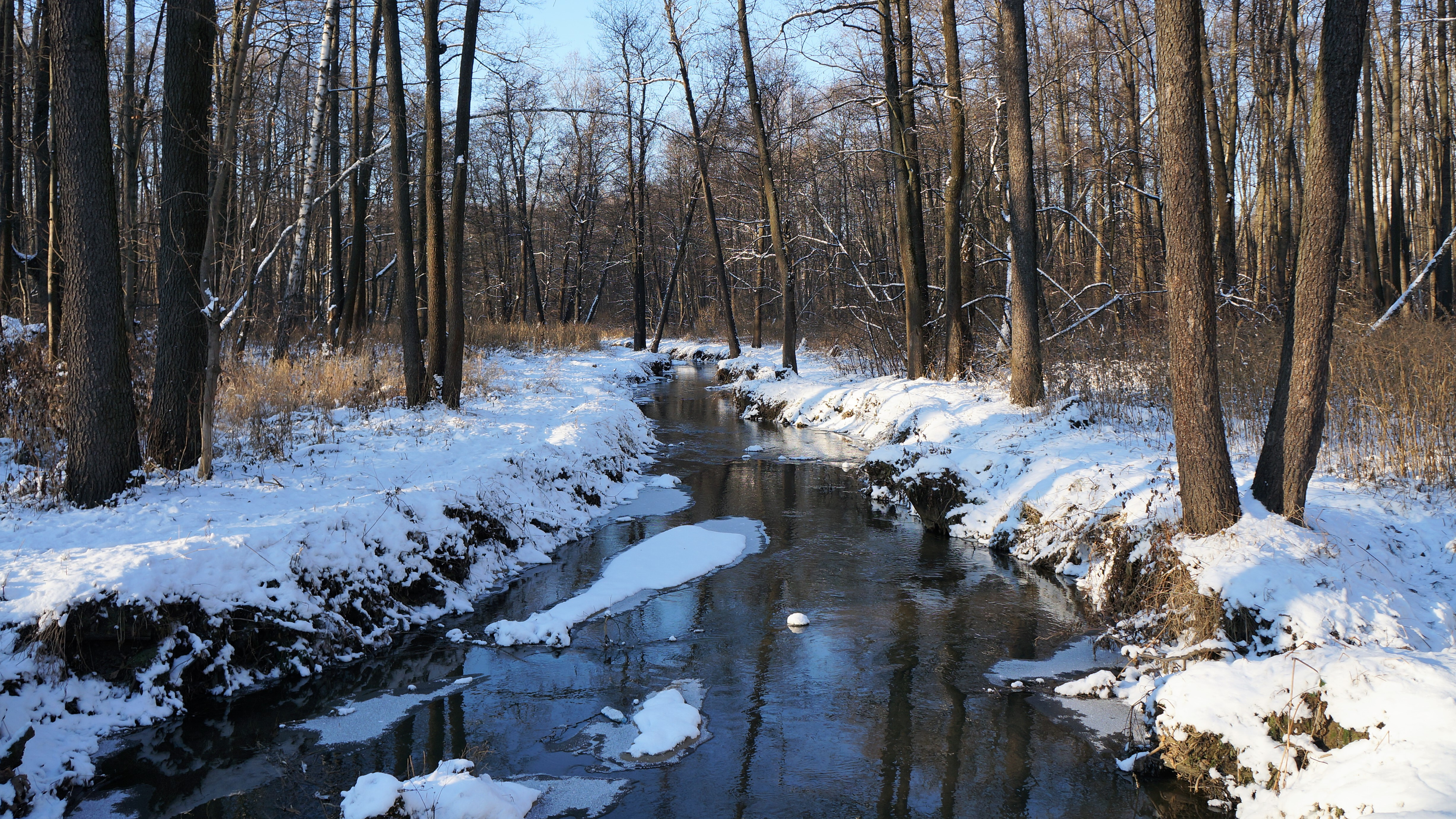
Серебрянка в лесопарке Измайлово, вниз по течению, 2018 год
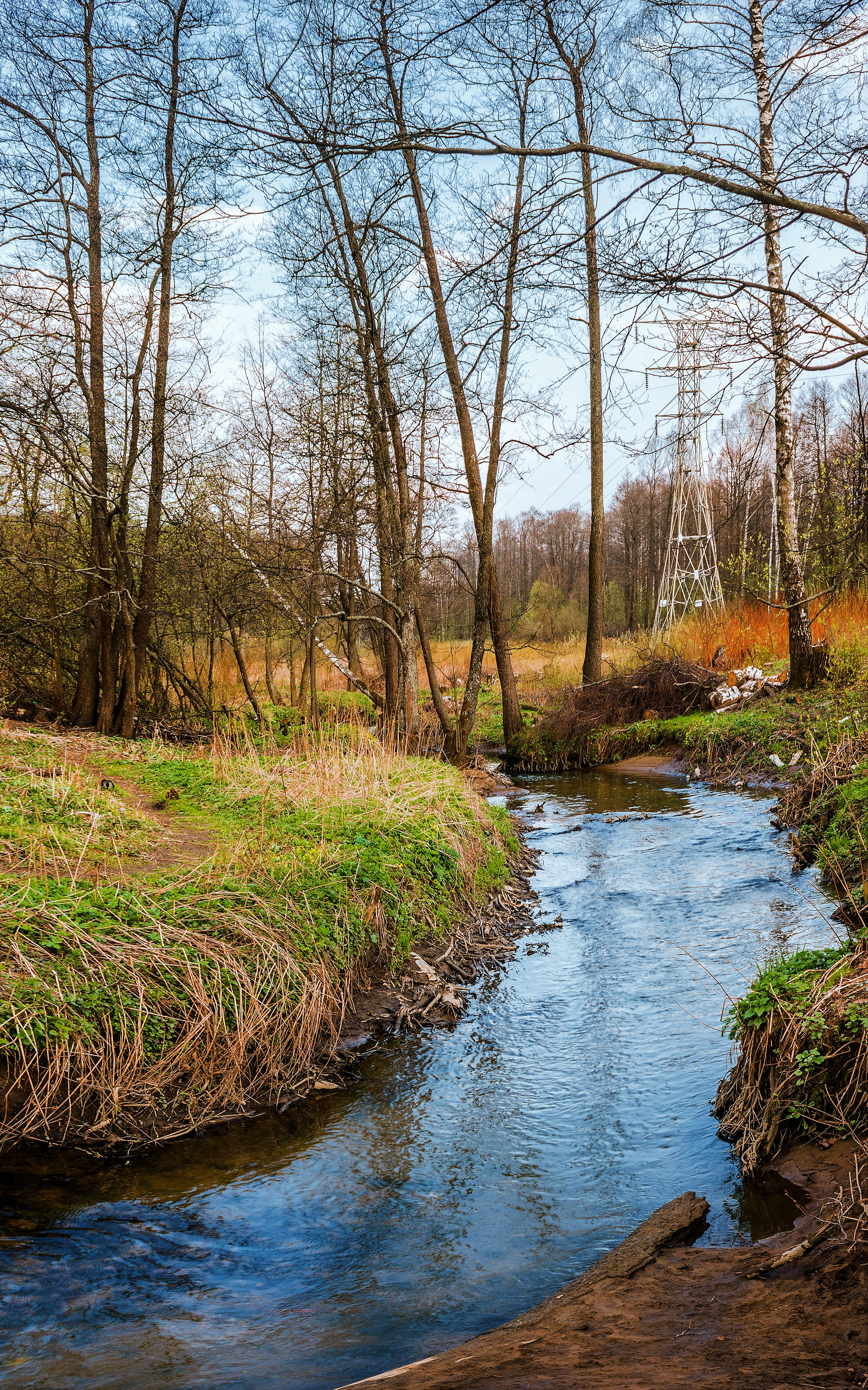
Отрезок долины Серебрянки между Лебедянской и бывшей Просянской плотинами
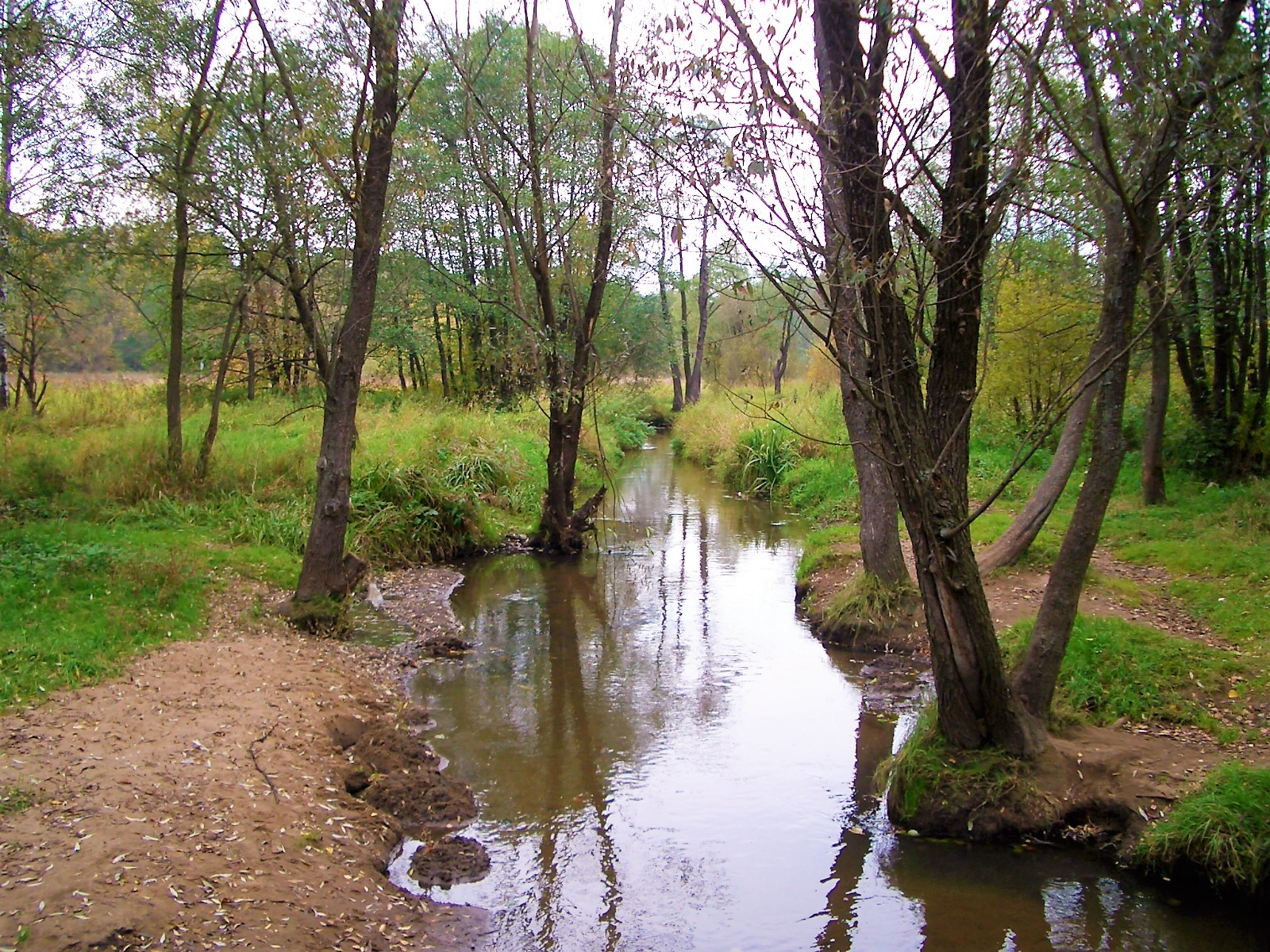
Серебрянка в Измайловском парке, 2006 год